# Falsistrellus petersi
Falsistrellus petersi là một loài động vật có vú trong họ Dơi muỗi, bộ Dơi. Loài này được A. Meyer mô tả năm 1899.